# Pablo Crespo
Pablo Crespo Sabarís (Pontevedra, 26 de agosto de 1960) es un empresario y expolítico español del Partido Popular, implicado en el caso Gürtel.

## Biografía
A comienzos de los años años 90, Pablo Crespo trabajó en una oficina de banca en Villagarcía de Arosa. Entró a formar parte del Partido Popular de Galicia (PPG) y fue elegido presidente de esta formación en Villagarcía de Arosa. Tras ocupar diversos cargos de confianza gracias a Xosé Cuíña, en 1995 fue nombrado secretario de organización del PP, en sustitución de Juan Manuel Diz Guedes.
En las elecciones de 1997 fue elegido diputado por la circunscripción de Pontevedra, y permaneció en el cargo hasta el 15 de septiembre de 1998, cuando dimitió para dar entrada en el parlamento a Nava Castro, natural de Puenteareas. En 2003 tras la dimisión de Xosé Cuíña como secretario general del PP, el nuevo secretario general, Xesús Palmou, lo relevó del cargo de secretario de organización, pero permaneció como representante de la consejería de ordenación del territorio, en el consejo de administración de Puertos de Galicia, hasta 2005.
Como empresario, fue presidente de la firma Special Events, una empresa privada dedicada a la organización de campañas publicitarias, eventos y episodios que, entre 1996 y 1999, organizó muchos de los actos políticos del Partido Popular de Galicia. Fue también administrador único de otras empresas, como la agencia Pasadena Viajes, S.L. Algunas de sus empresas tuvieron, con la administración pública del PP, unos contratos que fueron investigados judicialmente y que acabaron con la detención y encarcelamiento de Pablo Crespo en febrero de 2009, junto con otras cuatro personas, entre ellas Francisco Correa Sánchez, en una orden de detención emitida por Baltasar Garzón asociada con el Caso Gürtel. A raíz de su detención, el PP comunicó que había sido expulsado del partido.
En 2017, Pablo Crespo es implicado en los llamados Paradise Papers.
El 8 de mayo de 2018 el Tribunal Supremo confirmó la sentencia del Tribunal Superior de Justicia de la Comunidad Valenciana de 2017 por la que fue condenado a 13 años y 3 meses de cárcel por la rama valenciana del caso Gürtel conocida como caso FITUR por los amaños de contratos entre la Generalitat Valenciana y los integrantes de la trama encabezada por Francisco Correa entre 2005 y 2009.

## Familia
Su padre fue el también empresario Manuel Crespo Alfaya, que promovió el Festival del Marisco en El Grove y que, como militante de AP y después del PP, trabajó en la Junta de Galicia a las órdenes del vicepresidente Mariano Rajoy.